# Terry Jones (pasteur)
 (février 2017).
Si vous disposez d'ouvrages ou d'articles de référence ou si vous connaissez des sites web de qualité traitant du thème abordé ici, merci de compléter l'article en donnant les références utiles à sa vérifiabilité et en les liant à la section « Notes et références ».
Pour les articles homonymes, voir Terry Jones et Jones.
Terry Jones, né en octobre 1951, est un pasteur chrétien  évangélique
non confessionnel, responsable principal et fondateur de Dove World Outreach Center à Gainsville en Floride. En juillet 2010, il attire l'attention pour avoir brûlé des pages du Coran à l'occasion du dixième anniversaire des attentats du 11 septembre 2001. En 2012, il se présente en tant que candidat indépendant à l'élection présidentielle américaine. Son Église comporte une trentaine de membres et se trouve en grande difficulté financière.

## Biographie
Originaire de Cap-Girardeau, au Missouri, Jones est diplômé du Central High School de Cap-Girardeau en 1969. Il a ensuite fréquenté l'Université d'État du Missouri du Sud-Est pendant deux ans. N'ayant pas de diplôme universitaire en théologie, en 1983 Jones reçoit un doctorat honoris causa de théologie à l'École d'études supérieures de Californie (école non reconnue). Cette école a cherché à se dissocier de lui au cours de la controverse de 2010 concernant l'autodafé des pages du Coran.
Dans les années 1970, Jones travaille comme assistant directeur d'hôtel. Il devient pasteur adjoint du ministère du campus Maranatha dans le Kentucky. En 1981, il est missionnaire à Cologne en Allemagne avec sa première femme où il fonde et dirige le Christliche Gemeinde Köln (CGK). L'église grandit et dépasse les 1000 membres au fur et à mesure, d'abord comme une branche du ministère du campus Maranatha, puis comme une église sœur du Dove World Outreach Centre de Gainesville en Floride. En 2002, Jones est condamné à une amende de 3 800 $ par un tribunal de Cologne pour avoir utilisé le titre de « docteur » alors qu'il fut seulement nommé Docteur honoris causa par une école non reconnue.
Selon l'Alliance évangélique allemande, Jones quitte l'équipe de direction de la Christliche Gemeinde Köln en 2008 en raison de ses divagations théologiques. Le Gainesville Sun déclare qu'il a quitté l'église en Allemagne pour fraude. Un leader de l'église de Cologne a accusé Jones, « de ne pas exprimer les valeurs bibliques et chrétiennes et de se placer au centre de ses discours. »
Jones en vient à diriger l'église de Dove World Outreach Center à Gainesville en Floride par l'intermédiaire du ministère du campus Maranatha.
Jones estime que l'Islam encourage la violence et que les musulmans veulent imposer la charia aux États-Unis. Il a écrit un livre intitulé L'islam est le diable, mais ne fut connu qu'après avoir brûlé un exemplaire du Coran. En février 2011, Jones est invité à un rassemblement organisé par l'English Defence League à Luton en Angleterre, pour partager ses points de vue sur l'islam. Le 28 avril 2012, Jones accompagné d'une vingtaine de personnes brûle des exemplaires du Coran. Il est alors condamné à une amende de 271 $ par la Fire Rescue Gainesville pour avoir brûlé des livres sans autorisation.
Le 27 octobre 2011, Jones annonce qu'il sera candidat à la présidence des États-Unis en tant que candidat indépendant, sans affiliation à un parti politique.
En septembre 2012, The Atlantic rapporte que Terry Jones fut impliqué dans la promotion d'un film dénigrant l'islam : L'Innocence des musulmans. Le film a suscité des protestations en Égypte et en Libye. Au Caire, les manifestants ont attaqué l'ambassade américaine et brûlé le drapeau américain. Le consulat américain de Benghazi, en Libye, a été en grande partie incendié et pillé. L'ambassadeur J. Christopher Stevens et trois autres citoyens américains furent tués le 11 septembre 2012.
En 2013, le magazine en ligne Inspire, publié par Al-Qaïda dans la péninsule Arabique, fait figurer son nom en tête de la liste des personnalités recherchées pour « crimes contre l'islam ».